# Kihelkonna
Kihelkonna (in tedesco Kielkond) era un comune rurale dell'Estonia occidentale, nella contea di Saaremaa. Il centro amministrativo era l'omonimo borgo (in estone alevik).
È stato soppresso nel 2017 in seguito alla fusione di tutti i comuni dell'isola nel nuovo comune di Saaremaa.

## Geografia fisica
Il comune comprende le isole Aherahu, Juksirahu, Kalarahu, Käkirahu, Laasirahu, Loonalaid, Maturahu, Mihklirahu, Noogimaa, Nootamaa, Ojurahu, Salava, Uus-Nootamaa, Vaika islands, Vesiloo, e Vilsandi, e la penisola di Harilaid.

## Località
Il comune è formato dal borgo omonimo e 41 località (in estone küla):
Abaja - Abula - Kallaste - Kalmu - Karujärve - Kehila - Kiirassaare - Kõõru - Kõruse - Kotsma - Kuralase - Kuremetsa - Kurevere - Kuumi - Kuusiku - Läägi - Lätiniidi - Liiva - Loona - Mäebe - Metsaküla - Neeme - Odalätsi - Oju - Pajumõisa - Pidula - Rannaküla - Rootsiküla - Sepise - Tagamõisa - Tammese - Tohku - Undva - Üru - Vaigu - Varkja - Vedruka - Veere - Viki - Vilsandi - Virita